# Улица Академика Валиева
Улица Акаде́мика Вали́ева (до 2020 — 1-й Западный проезд) — улица в Зеленоградском административном округе города Москвы, на территории района Матушкино. Проходит от проспекта Генерала Алексеева до улицы Конструктора Гуськова. Движение двустороннее, двухполосное в обоих направлениях.

## Происхождение названия
Изначальное название дано в 1960-х годах по расположению (на западе) в тогда ещё строящемся городе.
Новое название дано в честь академика Камиля Ахметовича Валиева (1931—2010) — советского и российского физика, первого директора НИИ молекулярной электроники и завода «Микрон», которые и располагаются на этой улице.

## История
В 2011 года восточная часть улицы (тогда ещё 1-го Западного проезда) стала одним из участков Проспекта Генерала Алексеева.

## Транспорт
На единственной остановке «Автокомбинат» (см. Зеленоградский автокомбинат) останавливаются маршруты автобусов:
- 8, 9, 11, 15, 25, 32;
- 23, 312, 377 (к проспекту Генерала Алексеева).